# London Overground Rail Operations
London Overground Rail Operations Ltd (LOROL) is een Britse spoorwegmaatschappij die de treindienst verzorgt op het netwerk van London Overground. Het bedrijf is een 50/50 joint venture van MTR Corporation en Deutsche Bahn.